# Teodoro Biyogo Nsue Okomo
Teodoro Biyogo Nsue Okomo (ur. 12 stycznia 1956) – polityk, dyplomata i przedsiębiorca z Gwinei Równikowej.
Jest jednym ze szwagrów prezydenta Obianga Nguemy Mbasogo, bratem jego pierwszej żony Constancii Mangue.  Od 1989 pracował w dyplomacji, był między innymi ambasadorem w Brazylii i w Stanach Zjednoczonych oraz przy Organizacji Narodów Zjednoczonych. Pełni funkcje szefa protokołu oraz szefa gabinetu głowy państwa. Członek rządzącej Partii Demokratycznej (PDGE).
Przedsiębiorca, właściciel licznych nieruchomości w Bacie i w stołecznym Malabo.